# Vila de Rei
Vila de Rei ist eine Vila (Kleinstadt) in Portugal. Es ist Sitz eines gleichnamigen Kreises (Concelho) und einer gleichnamigen Gemeinde (Freguesia).

## Geografie
Der Ort ist etwa 70 km von der östlich gelegenen Distrikthauptstadt Castelo Branco entfernt. Er liegt zudem 23 km nördlich von Abrantes und seinem Anschluss an die Autobahn A23 entfernt.
In Vila de Rei liegt der geografische Mittelpunkt Kontinental-Portugals.

## Geschichte
Vila de Rei bekam das Stadtrecht (Foral) im Jahre 1285 durch König Dionysius. Im Laufe des 13. Jahrhunderts wurde die Besiedlung des Gebietes durch den Templerorden und danach den Christusorden vorangetrieben. König Manuel I. erneuerte die Stadtrechte 1513.
Der Ort erlitt 1810 Plünderungen und Beschädigungen durch die Hand durchziehender napoleonischer Truppen während der französischen Invasionen.
Mit dem Bau des Staudamms Castelo de Bode 1950 und dem Anstieg des Rio Zêzere verlor der Kreis einige westlich gelegenen Teile seines Gebietes. So gingen acht Ortschaften im ansteigenden Wasser unter. Zwischen 1986 und 2003 wüteten eine Reihe Waldbrände und vernichteten etwa 80 % der Waldgebiete des Kreises. Durch Aufforstung konnte der Kreis seine Waldgebiete inzwischen wieder deutlich vergrößern.

## Kultur und Sehenswürdigkeiten

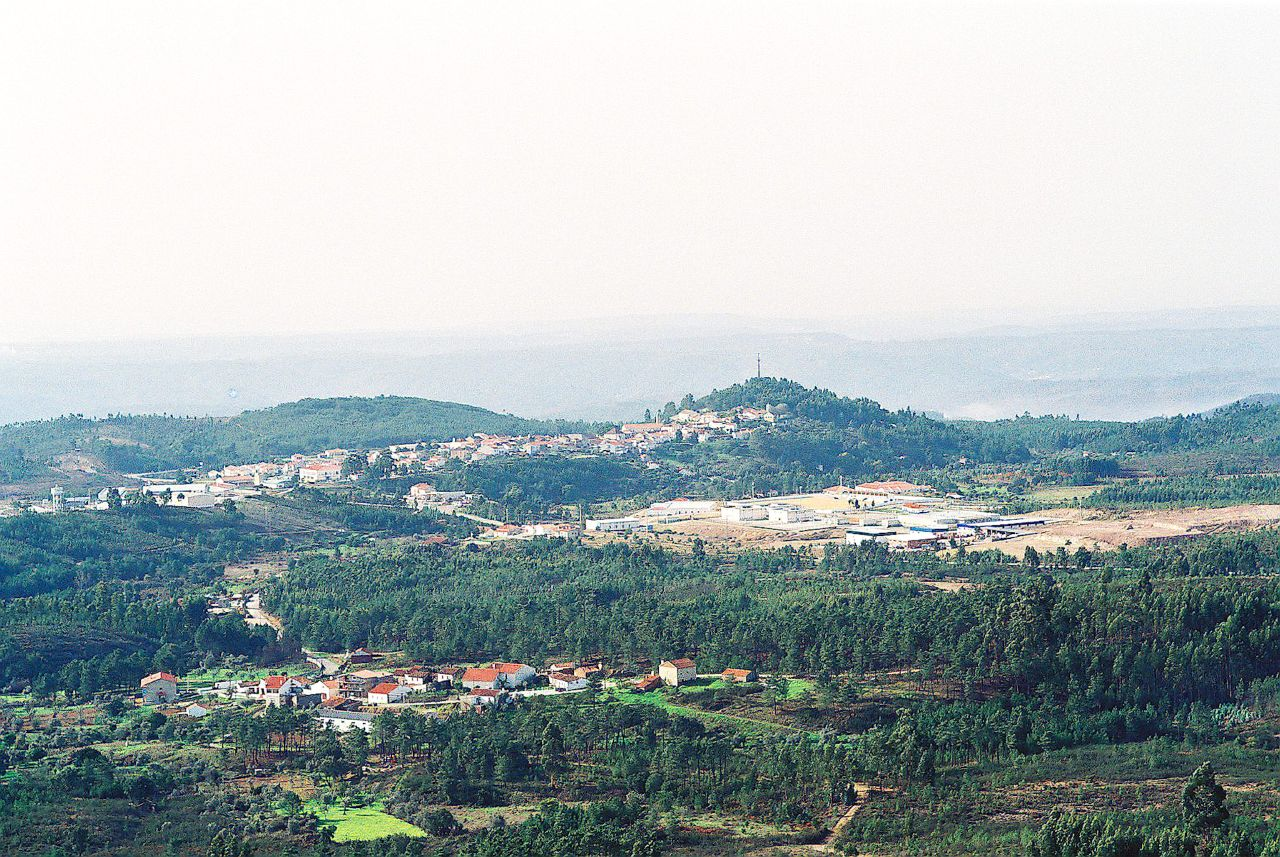
Blick auf den Kreis Vila de Rei
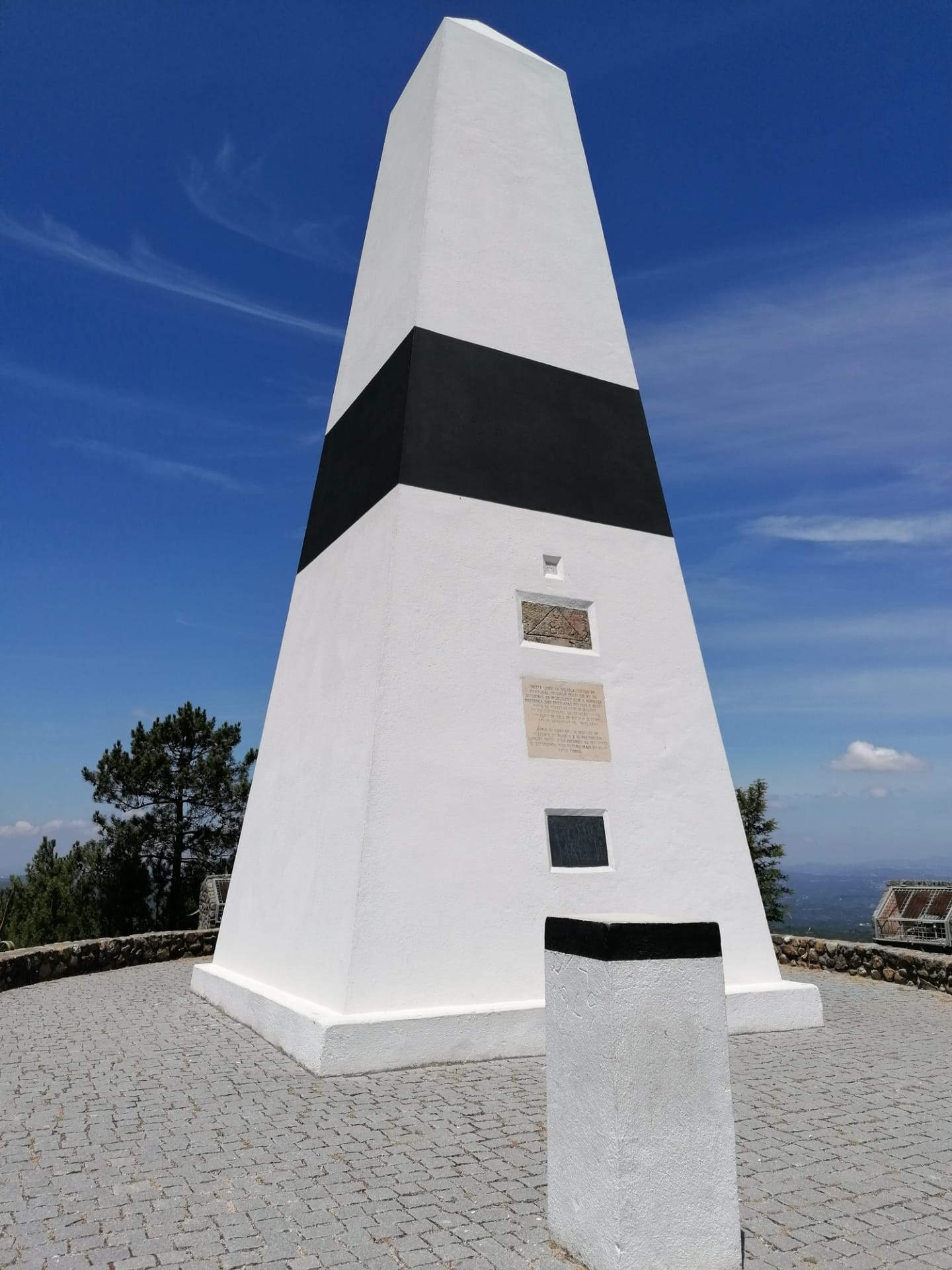
Der geografische Mittelpunkt Portugals
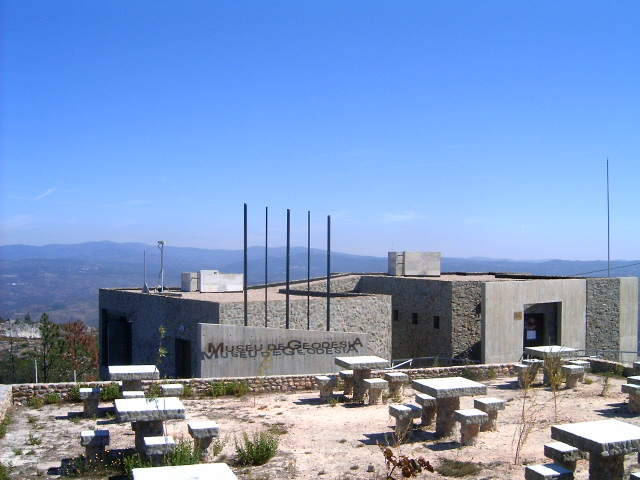
Das Museu de Geodesia
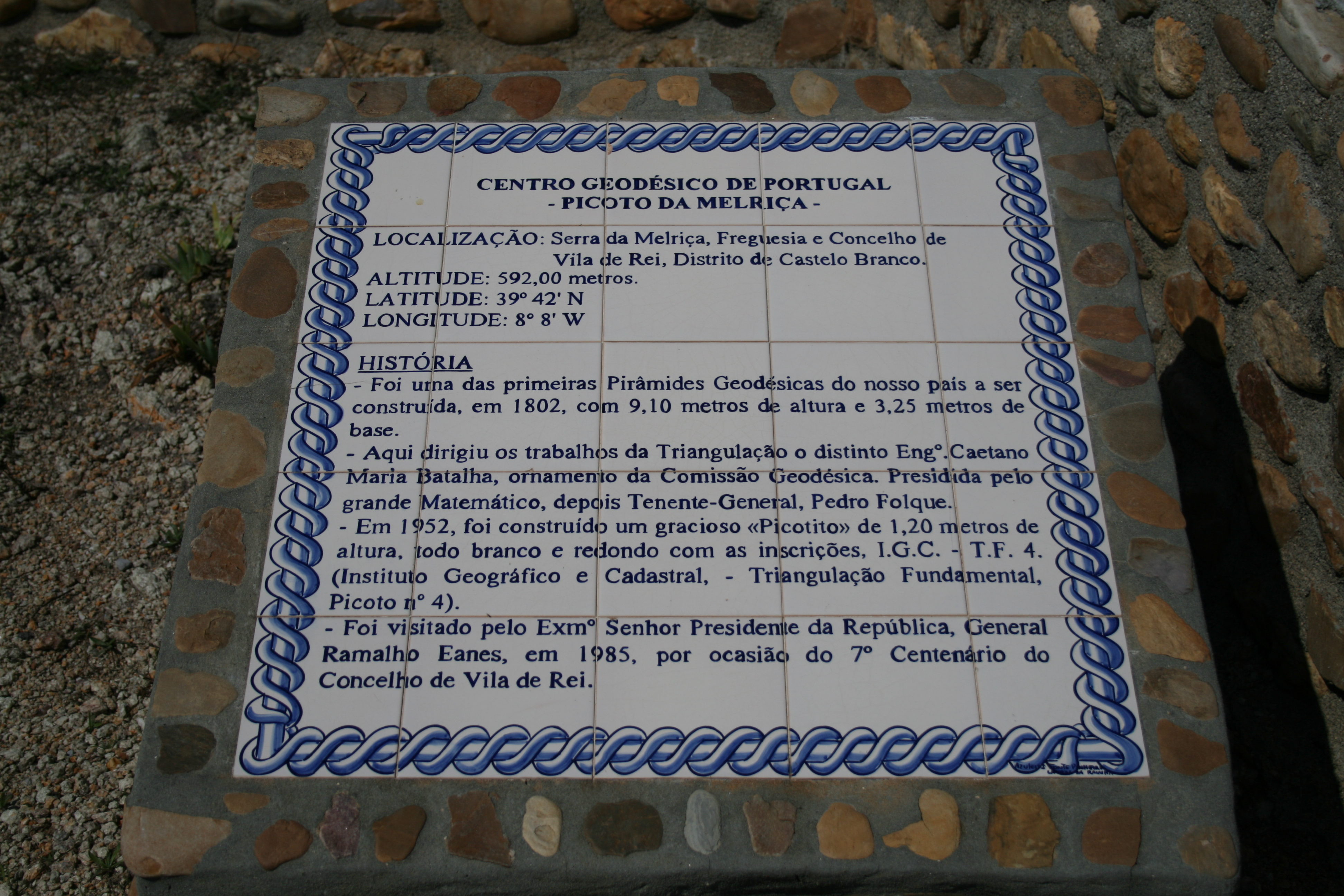
Azulejo-Tafel am geografischen Mittelpunkt Portugal

Im Ort gibt es mit dem Museu de Geodesia ein Museum zum geografischen Mittelpunkt des Landes. Dazu bezeichnet ein Denkmal den genauen geografischen Mittelpunkt.
Neben einer Reihe vor allem kirchlicher Baudenkmäler steht auch der gesamte historische, vom Templerorden gegründete Ortskern aus dem 13. Jahrhundert unter Denkmalschutz.
In der Gemeinde von Vila de Rei liegt mit der Ortschaft Água Formosa eines der 27 besonderen Schieferdörfer, den Aldeias do Xisto.

## Verwaltung

### Kreis
Vila de Rei ist Verwaltungssitz eines gleichnamigen Kreises. Die Nachbarkreise sind (im Uhrzeigersinn im Norden beginnend): Sertã, Mação, Sardoal, Abrantes sowie Ferreira do Zêzere.
Die folgenden Gemeinden (freguesias) liegen im Kreis Vila de Rei:

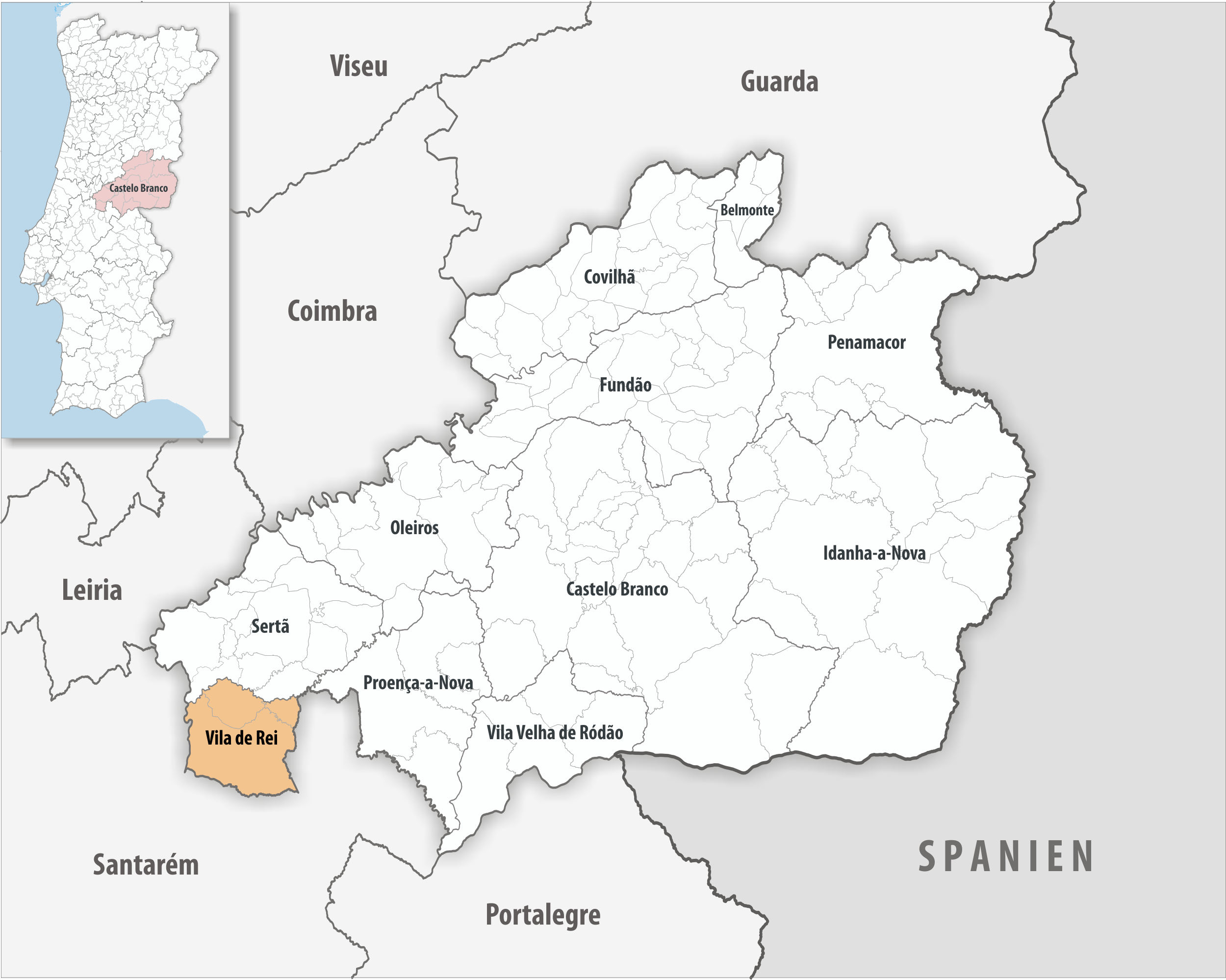
Kreis Vila de Rei

| Gemeinde          | Einwohner (2021) | Fläche km² | Dichte Einw./km² | LAU- Code |
| ----------------- | ---------------- | ---------- | ---------------- | --------- |
| Fundada           | 552              | 36,54      | 15               | 051001    |
| São João do Peso  | 132              | 13,05      | 10               | 051002    |
| Vila de Rei       | 2.595            | 141,95     | 18               | 051003    |
| Kreis Vila de Rei | 3.279            | 191,54     | 17               | 0510      |

### Bevölkerungsentwicklung
| Einwohnerzahl im Kreis Vila de Rei (1801–2011) | Einwohnerzahl im Kreis Vila de Rei (1801–2011) | Einwohnerzahl im Kreis Vila de Rei (1801–2011) | Einwohnerzahl im Kreis Vila de Rei (1801–2011) | Einwohnerzahl im Kreis Vila de Rei (1801–2011) | Einwohnerzahl im Kreis Vila de Rei (1801–2011) | Einwohnerzahl im Kreis Vila de Rei (1801–2011) | Einwohnerzahl im Kreis Vila de Rei (1801–2011) | Einwohnerzahl im Kreis Vila de Rei (1801–2011) |
| ---------------------------------------------- | ---------------------------------------------- | ---------------------------------------------- | ---------------------------------------------- | ---------------------------------------------- | ---------------------------------------------- | ---------------------------------------------- | ---------------------------------------------- | ---------------------------------------------- |
| 1801                                           | 1849                                           | 1900                                           | 1930                                           | 1960                                           | 1981                                           | 1991                                           | 2001                                           | 2011                                           |
| 3 489                                          | 6 742                                          | 6 781                                          | 7 399                                          | 7 568                                          | 4 654                                          | 3 687                                          | 3 354                                          | 3 452                                          |

### Kommunaler Feiertag
- 19. September

## Söhne und Töchter der Stadt
- António de Castro (1707–1743), Bischof von Malakka
- Sebastião Aparício da Silva (1849–1943), jesuitischer Generalvikar und Missionar in Portugiesisch-Timor
- Sebastião José Pereira (1857–1925), Bischof in Mosambik und in Daman
- Mateus de Oliveira Xavier (1858–1929), Erzbischof von Goa und Daman
- Manuel Nunes Gabriel (1912–1996), Missionar, Erzbischof von Luanda
- José Cardoso Pires (1925–1998), Schriftsteller